# Tennis de table aux Jeux du Commonwealth de 2018
Navigation
Édition précédente Édition suivante
Les compétitions de Tennis de table des Jeux du Commonwealth 2018 se sont déroulées du 5 avril au 15 avril 2018 à Gold Coast en Australie.
Il y a cinq épreuves, deux pour les hommes et les femmes et une mixte. Deux épreuves handisport sont également disputées.

## Tableau des médailles
| Event            | Or                                       | Argent                                   | Bronze                                  |
| ---------------- | ---------------------------------------- | ---------------------------------------- | --------------------------------------- |
| Simple messieurs | Gao Ning                                 | Quadri Aruna                             | Sharath Kamal                           |
| Simple dames     | Manika Batra                             | Yu Mengyu                                | Feng Tianwei                            |
| Double messieurs | Angleterre Paul Drinkhall Liam Pitchford | Inde Sharath Kamal Sathiyan Gnanasekaran | Inde Harmeet Desai Sanil Shankar Shetty |
| Double dames     | Singapour Feng Tianwei Yu Mengyu         | Inde Manika Batra Mouma Das              | Malaisie Ho Ying Karen Lyne             |
| Double mixte     | Singapour Gao Ning Yu Mengyu             | Angleterre Liam Pitchford Tin-Tin Ho     | Inde Sathiyan Gnanasekaran Manika Batra |

| Event                   | Or             | Argent         | Bronze           |
| ----------------------- | -------------- | -------------- | ---------------- |
| Simple messieurs TT6-10 | Ross Wilson    | Kim Daybell    | Joshua Stacey    |
| Simple dames TT6-10     | Melissa Tapper | Faith Obazuaye | Andrea McDonnell |